# Sito archeologico di Monte Grande
Monte Grande è un colle e un sito archeologico di Palma di Montechiaro, comune italiano della provincia di Agrigento in Sicilia.
Cronologicamente, il sito si colloca entro la facies di Castelluccio (età del bronzo antico siciliano) ed è diviso in sei aree.
Durante gli scavi condotti nei primi anni Duemila da Giuseppe Castellana, sono stati rinvenuti frammenti recanti segni incisi sulla ceramica, accostabili ai segni eolici e cretesi, che costituirebbero una vera e propria scrittura lineare.